# زردچوب‌ها
زردچوب‌ها (نام علمی: Zanthoxylum) نام یک سرده از زیرخانواده پرتقال‌پیچیان است.